# Aloysius Yapp
Aloysius Yapp (auch Aloisius Yapp; * 2. Mai 1996) ist ein singapurischer Poolbillardspieler.

## Karriere
Aloysius Yapp begann im Alter von neun Jahren mit dem Billardspielen.
Im September 2012 erreichte er mit 16 Jahren den 33. Platz bei den China Open. Im Dezember 2012 zog er ins Halbfinale der Junioren-Weltmeisterschaft ein, in dem er dem Deutschen Tobias Bongers mit 7:9 unterlag.
Bei der 9-Ball-Weltmeisterschaft 2013 schied er sieglos in der Vorrunde aus. Bei den All Japan Open 2013 unterlag er im Sechzehntelfinale dem späteren Sieger Ko Pin-yi. Wenige Wochen später erreichte er das Halbfinale der Junioren-WM, das er mit 4:8 gegen den späteren Weltmeister Ko Ping-chung verlor.
Im Juni 2014 erreichte er bei der 9-Ball-WM erstmals die Finalrunde. In der Runde der letzten 64 verlor er jedoch mit 8:11 gegen Nick van den Berg.
Im November 2014 wurde Yapp durch einen 11:10-Finalsieg gegen den Taiwaner Hsu Jui-an Weltmeister der U-19-Junioren.
Bei den All Japan Open erreichte er die Runde der letzten 32 und verlor dort gegen Chang Jung-lin.
Im Februar 2015 schied Yapp bei der 10-Ball-WM in der Vorrunde aus. Im April 2015 nahm Yapp erstmals an einem Euro-Tour-Turnier, den Portugal Open, teil und erreichte dort das Achtelfinale, das er gegen Francisco Sánchez verlor. Bei den Südostasienspielen 2015 gewann er gemeinsam mit Toh Lian Han die Bronzemedaille im 9-Ball-Doppel. Bei den China Open 2015 schaffte Yapp es in die Runde der letzten 32. Im September 2015 erreichte er nach Siegen gegen Darren Appleton, Naoyuki Ōi und Alexander Kazakis das Viertelfinale der 9-Ball-Weltmeisterschaft, das er mit 7:11 gegen den Chinesen Wu Jiaqing verlor. Bei den Japan Open 2015 schied er im Sechzehntelfinale gegen Satoshi Kawabata aus.
Yapp nahm bislang dreimal am World Cup of Pool teil und bildete dort jeweils gemeinsam mit Chan Keng Kwang das taiwanische Team. Nachdem sie 2012 in der ersten Runde ausgeschieden waren, erreichten sie 2013 das Achtelfinale, das sie jedoch gegen die späteren Sieger Lee Van Corteza und Dennis Orcollo verloren. 2015 unterlagen sie im Achtelfinale den Finnen Mika Immonen und Petri Makkonen.
Mit der singapurischen Nationalmannschaft nahm Yapp 2012 und 2014 an der Team-Weltmeisterschaft teil. 2012 schied die Mannschaft in der Vorrunde aus, 2014 im Achtelfinale.

## Erfolge
| U-19-Weltmeister: | 2014 |